# Andy Goldsworthy

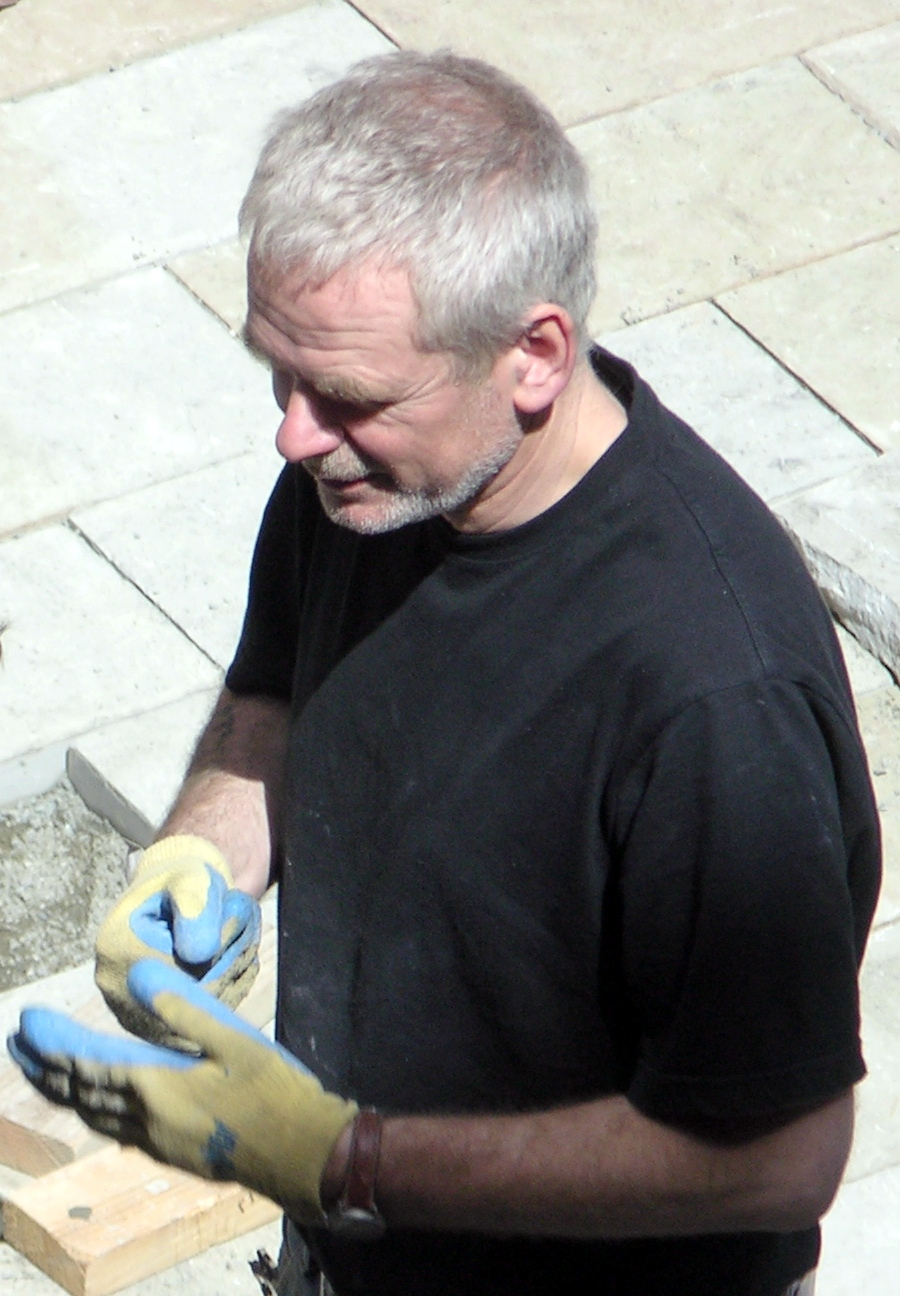
Andy Goldsworthy (2005)

Andy Goldsworthy, OBE, (* 26. Juli 1956 in Cheshire, England) ist ein Künstler, der in der Natur vorkommende Materialien zur Erstellung seiner meist schnell vergänglichen Werke einsetzt und diese mit Hilfe der Fotografie dokumentiert. Er gilt als einer der wichtigsten Vertreter der Natur-Kunst, einer Variante der Land Art.

## Leben und Werk

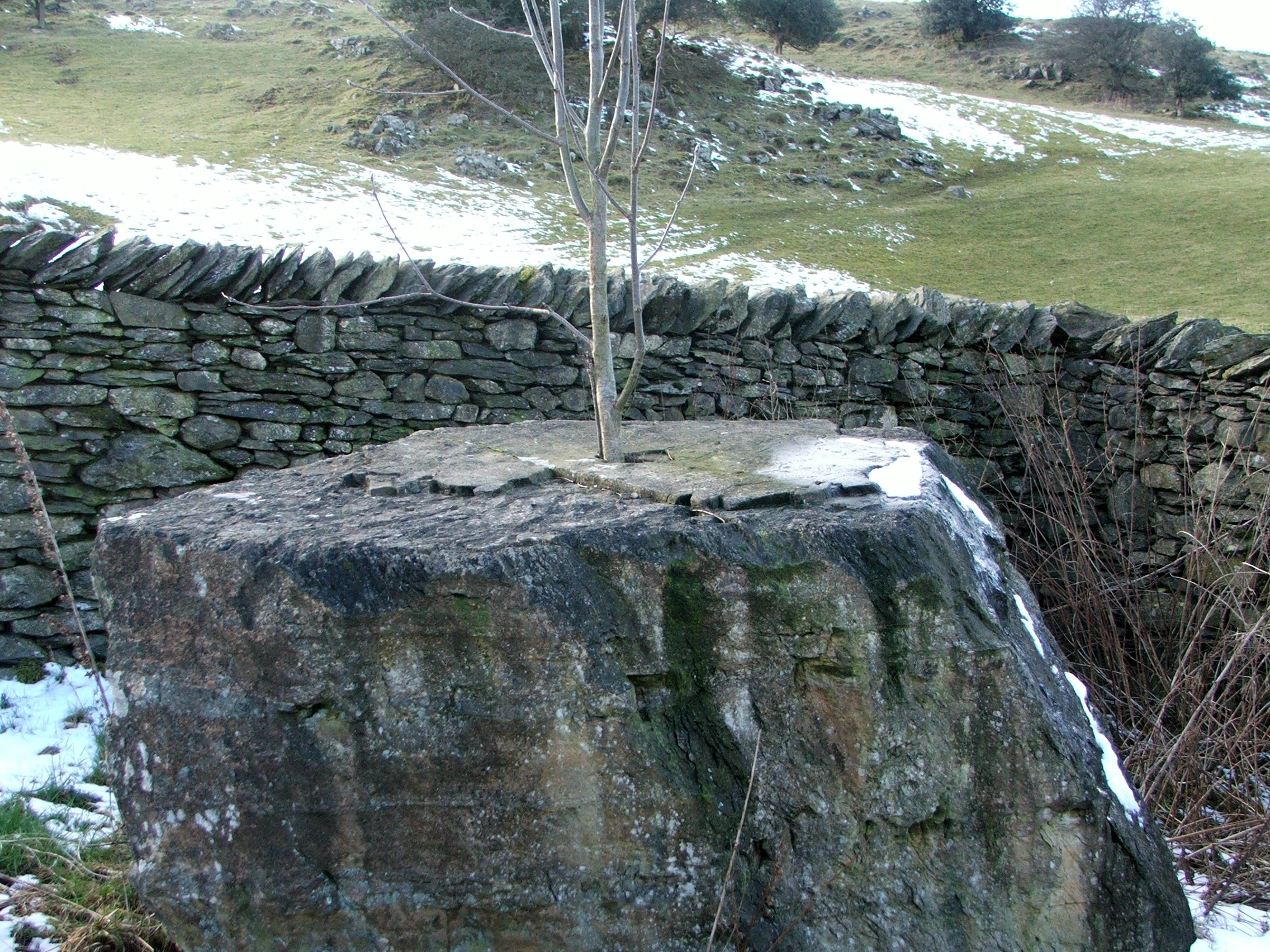
The Sheepfolds, Lake District, Baum im Stein (2006)

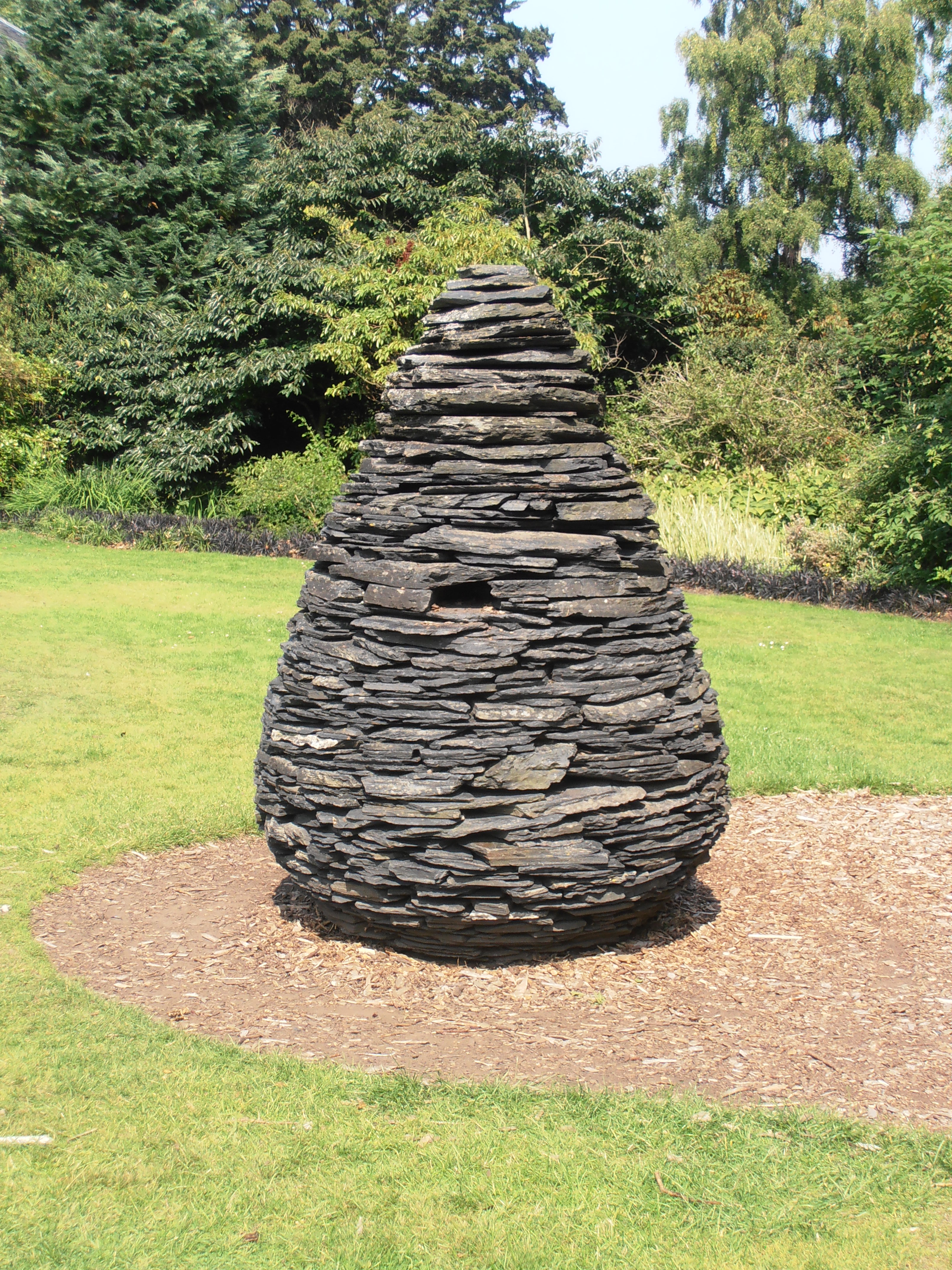
Cone, Royal Botanic Garden, Edinburgh

Andy Goldsworthy ist der Sohn von Muriel und F. Allin Goldsworthy (1929–2001). Sein Vater war Professor für angewandte Mathematik an der University of Leeds. Seine Kindheit verbrachte er in der ländlichen Grafschaft Yorkshire. Von 1974 bis 1975 studierte er in Bradford am College of Art und von 1975 bis 1978 am Preston Polytechnic, seit 1992 integriert in die University of Central Lancashire. Dort nahm er immer weniger am Seminarbetrieb teil, stattdessen zog es ihn an die nahe Küste der Irischen See, wo er seine ersten Versuche in und mit Naturmaterialien machte.
Goldsworthys Arbeiten zeichnen sich durch ihre Vergänglichkeit aus. Er arbeitet ausschließlich mit Naturmaterialien, die er an Ort und Stelle vorfindet, wie beispielsweise Steine, Blütenblätter oder Holz – stets ohne künstliche „vom Menschen erschaffene“ Hilfsmittel. Zum Befestigen von Blättern und Ästen benutzt er nur Dornen und Stöckchen oder Grasfasern und dokumentiert seine teils gewagt fragilen Kunstwerke mit künstlerisch hochwertigen Fotografien; so streut er beispielsweise Blütenblätter in einen Fluss und bildet sie kurz vor dem endgültigen Zerrinnen mit seiner Hasselblad-Kamera ab. Ein anderes Beispiel ist das Foto Forked Twigs in Water-Bentham (1979).
Er erstellte Artwork zu dem Lied Washing of the Water des 1992 erschienenen Albums Us von Peter Gabriel.
Bei einer anderen Arbeit überlässt er aufwendig am Strand arrangierte Muschelspiralen der Flut und gibt sie somit dem Meer zurück. Es ist nicht seine Absicht, Spuren in der Natur zu hinterlassen, vielmehr gibt er die Artefakte der Natur wieder zurück. Er demonstriert ihre Schönheit, indem er ihre Formen und Farben für wenige Stunden zu harmonisch komponierten Objekten vereint, sie dann aber der natürlichen Zerstörung überlässt. Für Goldsworthy spielen auch eine verborgene Mystik des Ortes und seine spirituell beeinflusste Wahrnehmung eine große Rolle, er lässt sich von seiner Umgebung beeinflussen und will auch den Ort selbst als Kunstwerk erleben (lassen).
Die für ihn bislang spektakulärste Demonstration seiner Kunst fand in London statt, als er 2001 zum Tag der Sommersonnenwende dreizehn große Schneebälle mit Kühlautos in die Stadt transportierte und diese auf den Londoner Straßen verteilte. Er beobachtete die Reaktionen der Menschen und den vergehenden Schnee, seine tagelange Arbeit ist in dem Fotoband Sommerschnee dokumentiert.
Goldsworthy war seit 1982 mit Judith Gregson verheiratet und hat mit ihr vier Kinder. Nach seiner Trennung lebte er einige Jahre allein, bis er auf seine neue Lebenspartnerin traf, die Kunsthistorikerin Tina Fiske, die ihm zunächst den Bestand seiner Aufnahmen ordnen half. Er lebt mit ihr in Schottland (Penpont, Dumfries and Galloway).

## Rezeption
Es waren seine Kunstbücher und weniger seine Ausstellungen, die Goldsworthy zu einem stillen Star der internationalen Kunstszene machten. In seinem Atelier archiviert er alle Aufnahmen seiner Arbeiten, die er schon in Schottland, USA, Frankreich, Japan, am Nordpol und in Australien gemacht hat.
Goldsworthy und seine Arbeit hat der Münchner Filmemacher und Kameramann Thomas Riedelsheimer 2001 in dem 90-minütigen Dokumentarfilm Rivers and Tides (dt. „Fluss der Zeit“, wörtlich: „Flüsse und Gezeiten“) porträtiert. Die Kamera beobachtet den Herstellungsprozess von Goldworthys Land Art in vier Ländern und vier Jahreszeiten. Der Film erhielt unter anderem den Deutschen Kamerapreis 2001 und den Preis der deutschen Filmkritik 2001. Die Filmmusik wurde von Fred Frith beigesteuert.

Vom selben Regisseur erschien am 14. Dezember 2017 in den deutschen Kinos der themengleiche Dokumentarfilm  Leaning into the Wind – Andy Goldsworthy.

## Auszeichnungen
- 1979: North West Arts Award
- 1980: Yorkshire Arts Award
- 1981: Northern Arts Award
- 1982: Northern Arts Award
- 1986: Northern Arts Bursary
- 1987: Scottish Arts Council Award[2]
- 1989: Northern Electricity Arts Award[3]
- 1993: Ehrendoktorwürde der University of Bradford
- 2000: Appointed officer of the Order of the British Empire (OBE)[2]

## Zitate
„I find some of my new works disturbing, just as I find nature as a whole disturbing. The landscape is often perceived as pastoral, pretty, beautiful – something to be enjoyed as a backdrop to your weekend before going back to the nitty-gritty of urban life. But anybody who works the land knows it's not like that. Nature can be harsh – difficult and brutal, as well as beautiful. You couldn't walk five minutes from here without coming across something that is dead or decaying.“

„One of the beauties of art is that it reflects an artist's entire life. What I've learned over the past 30 years is really beginning to inform what I make. I hope that process continues until I die.“

## Publikationen
deutsche Bücher
- Holz. Zweitausendeins, Frankfurt a. M. 1996, ISBN  3-86150-184-8  (Bildband)
- Stein. Zweitausendeins, Frankfurt a. M. 1998, ISBN  3-86150-047-7  (Bildband)
- Bogen. Zweitausendeins, Frankfurt a. M. 1999, ISBN 3-86150-299-2   (Bildband)
- Mauer. Zweitausendeins, Frankfurt a. M. 2000, ISBN 3-86150-348-4 (Bildband)
- Andy Goldsworthy. Zweitausendeins, Frankfurt a. M. 2001, ISBN 3-86150-128-7  (Bildband)
- Zeit. Zweitausendeins, Frankfurt a. M. 2001, ISBN 3-86150-399-9  (Bildband)
- Sommerschnee. Zweitausendeins, Frankfurt a. M. 2002, ISBN 3-86150-442-1  (Bildband)
- Passage. Zweitausendeins, Frankfurt a. M. 2004, ISBN 3-86150-645-9  (Bildband)
- Schafshürden. Zweitausendeins, Frankfurt a. M 2008, ISBN 3-86150-856-7  (Bildband)

englische Bücher
- Rain, Sun, Snow, Hail, Mist, Calm: Photoworks by Andy Goldsworthy. Henry Moore Centre for the Study of Sculpture, Leeds 1985, ISBN 0-901981-24-9 (englisch).
- Parkland. Yorkshire Sculpture Park, [Yorkshire] 1988, ISBN 1-871480-00-0 (englisch).
- Touching North. Fabian Carlsson, London 1989, ISBN 0-948274-06-9 (englisch).
- Leaves. Common Ground, London 1989, ISBN 1-870364-07-4 (englisch).
- Andy Goldsworthy. Viking, London 1990, ISBN 0-670-83213-8 (englisch). Republished as Andy Goldsworthy: A Collaboration with Nature. H.N. Abrams, New York, N.Y. 1990, ISBN 0-8109-3351-9 (englisch).
- Ice and Snow Drawings: 1990–1992. FruitMarket Gallery, Edinburgh 1992, ISBN 0-947912-06-1 (englisch).
- Andy Goldsworthy, Terry Friedman: Hand to Earth : Andy Goldsworthy Sculpture, 1976–1990. H.N. Abrams, New York, N.Y. 1993, ISBN 0-8109-3420-5 (englisch).
- Stone. Viking, London 1994, ISBN 0-670-85478-6 (englisch).
- Black Stones, Red Pools: Dumfriesshire Winter 1994–5. Pro Arte Foundation in association with Michael Hue-Williams Fine Art Ltd. & Galerie Lelong, N.Y, London 1995, ISBN 0-9525457-0-5 (englisch).
- Andy Goldsworthy, Steve Chettle; Paul Nesbitt & Andrew Humphries: Sheepfolds. Michael Hue-Williams Fine Art Ltd, London 1996 (englisch).
- Wood. Viking, London 1996, ISBN 0-670-87137-0 (englisch).
- Andy Goldsworthy, David Craig: Arch. Thames & Hudson, London 1999, ISBN 0-500-01933-9 (englisch).
- Time. Thames & Hudson, London 2000, ISBN 0-500-51026-1 (englisch).
- Andy Goldsworthy, Jerry L. Thompson & Storm King Art Center: Wall at Storm King. Thames & Hudson, London 2000, ISBN 0-500-01991-6 (englisch).
- Midsummer Snowballs. Thames & Hudson, London 2001, ISBN 0-500-51065-2 (englisch).
- Andy Goldsworthy: Refuges D'Art. Editions Artha; Musée départemental de Digne, Lyon; Digne, France 2002, ISBN 2-84845-001-0 (englisch).
- Passage. Thames & Hudson, London 2004, ISBN 0-500-51191-8 (englisch).
- Enclosure. Thames & Hudson, London 2007, ISBN 0-500-09336-9 (englisch).

## Filme
- Thomas Riedelsheimer, Andy Goldsworthy, Fred Frith (Komp.): Rivers and Tides. Andy Goldsworthy working with time. Absolut Medien, Berlin 2001, ISBN 978-3-89848-809-9.[5][6]
- Thomas Riedelsheimer: Leaning into the Wind – Andy Goldsworthy.[7] Piffl. Großbritannien 2017[8]

## Ausstellungen und Installationen (Auswahl)
| Bild | Datum                          | Titel                                                                                     | Ausstellungsort                                                                    |
| ---- | ------------------------------ | ----------------------------------------------------------------------------------------- | ---------------------------------------------------------------------------------- |
|      | 1996–2003                      | Sheepfolds (Baum im Stein)                                                                | Cumbria, Lake District (England)                                                   |
|      | 22. Mai – 15. November 2000    | Andy Goldsworthy im Storm King Art Center (insbesondere die Installation Storm King Wall) | Storm King Art Center Mountainville, Cornwall, New York (USA)                      |
|      | August 2001                    | Stone River                                                                               | Cantor Arts Center, Stanford University (Kalifornien, USA)                         |
|      | 2002                           | Andy Goldsworthy Arch in Goodwood                                                         | Cass Sculpture Foundation Goodwood, Chichester (District) (Vereinigtes Königreich) |
|      | 2002                           | Chalk Stones Trail                                                                        | South Downs, in der Nähe von West Dean, West Sussex                                |
|      | 4. Mai – 31. Oktober 2004      | Andy Goldsworthy on the Roof (insbesondere die Installation Stone Houses)                 | Iris and B. Gerald Cantor Roof Garden, Metropolitan Museum of Art, New York (USA)  |
|      | 2005                           | Andy Goldsworthy: Early Works Eine nationale Wanderausstellung der Haywood Gallery        | (England)                                                                          |
|      | 2005                           | Drawn Stone                                                                               | M. H. de Young Memorial Museum, San Francisco (Kalifornien, USA)                   |
|      | 22. Januar – 15. Mai 2005      | The Andy Goldsworthy Project (einschließlich die Installation Roof)                       | National Gallery of Art, National Mall (Washington, D.C., USA)                     |
|      | 2006                           | Andy Goldsworthy, Working with time                                                       | opelvillen Rüsselsheim (Deutschland)                                               |
|      | 2006                           | Red sandstone wall at the Doerr-Hosier Center                                             | Aspen Institute, Aspen (Colorado, USA)                                             |
|      | 31. März 2007 – 6. Januar 2008 | Andy Goldsworthy                                                                          | Yorkshire Sculpture Park, West Bretton, Wakefield, (West Yorkshire, England)       |